# Villanos (banda)
Villanos es un grupo de rock and roll argentino fundado en 1995 por Niko Villano, compositor / guitarrista / cantante / productor artístico y psicólogo. Originalmente surgidos en el conurbano de la provincia de Buenos Aires en el partido de La Matanza, se denominan cultores del Rocanrol Kabeza así como una banda multi-tribu. Cuentan con cinco discos de estudio y un disco acústico en directo.

## Historia

### Comienzo Villano y Creación del Rocanrol Kabeza (1995-2000)
Villanos se formó en el barrio de Villa Celina, un barrio obrero del partido de La Matanza, en las afueras de la ciudad de Buenos Aires. Debutó oficialmente el 8 de abril de 1995 en un bar del barrio de Floresta llamado Planta Alta. Empezaron tocando en lugares como Fiestas Mayas, El Purgatorio, Riders, La Reina, Club X, La Negra, Cemento etc. En enero del 96 hicieron su primera gira por la costa atlántica haciendo centro en Villa Gesell. 
A fines de 1998 son elegidos uno de los grupos revelación por el Suplemento Sí! del diario Clarín. Por ser elegidos como banda revelación del 98, a principios de 1999 graban su álbum debut titulado "Sacate Todo!" grabado en los estudios del Abasto al Pasto, y producido por Pablo Guyot (ex Git y Charly García y productor de Bersuit Vergarabat y la Zimbabwe, entre otros). Lanzado en forma independiente con distribución del sello Universal, obtuvo gran repercusión en los medios con los temas Sale caro (en el vídeo participó Tuqui, conductor de varios programas de la Rock & Pop); No tires arroz (con Mario Sapag imitando a Roberto Galán en el vídeo) Sauna y Sacate todo! Aunque no estaba previsto en la agenda de la banda, en abril de 1999 son elegidos para abrir el show de Kiss en el estadio de River Plate.

### No Disparen! y Etapa independiente (2000-2004)
A mediados de 2000 lanzaron su segundo CD No Disparen!, producido esta vez por Pablo Guyot y Alfredo Toth, con temas como No disparen (en el vídeo desfilan invitados especiales como Ciro Pertusi de Attaque 77), Fuera de Moda y Hasta la muerte. En septiembre de 2000 fueron invitados por Attaque 77 a su gira por todo el centro y norte del país junto a Babasónicos.
En el 2001 editan un disco en formato acústico compuesto por 15 temas producido totalmente independiente titulado Acusticosas, grabado en vivo en varios clubes nocturnos de Buenos Aires, donde también incluye la fiesta de cumpleaños del cantante Niko Villano. En el 2002 editan la segunda parte de Acusticosas titulada Acusticosas II, esta vez incluye 20 temas y fue grabado en vivo en Peteco's de Lomas de Zamora. En mayo de 2004 editan Villanos Al poder en forma totalmente independiente, producido por Niko Villano, y graban de la misma manera los clips de las canciones: Digo que si y Dios es Argentino, dirigidos ambos por Esteban De Miguel de la productora Filmic.

### Villanos al Poder!!! (2004-2006)
Debido a la repercusión del disco y después de llenar Cemento y The Roxy, firman para el sello Warner Music Argentina y editan Superpoderosos en diciembre de 2004, que contiene los temas de Al Poder! más seis nuevas canciones: Sin mi, Yo te doy más 4 covers: Te hacen falta vitaminas, Mi alma lloró, Si yo soy así y El señor de Galilea. Estas 6 canciones nuevas fueron grabadas y mezcladas por Amilcar Gilabert, y producidas por Niko Villano. Durante el mismo mes filmaron el clip del primer corte: Sin mi, con Guillermo Constanzo de la Productora Publicitaria PA FILMS como director, en formato Súper 8, en las instalaciones del Parque de la Ciudad. 
Sin mi obtiene gran difusión en los medios radiales y televisivos, trepando hasta los primeros lugares de todos los rankings. El 17 de diciembre de 2004 presentaron Superpoderosos en El Teatro de Lacroze. Durante los meses de enero y febrero de 2005 realizan su ya clásica Gira por la costa bonaerense, y se presentan en el Gesell Rock en enero y en el Cosquín Rock en febrero. 
Warner decide reeditar todo el catálogo de Villanos y en marzo de 2005 salen las reediciones de su primer CD Sacate todo y del segundo CD No Disparen remasterizados por Amilcar Gilabert. El segundo corte Chau Corazón trepó instantáneamente en todos los rankings televisivos y radiales ocupando simultáneamente el primer lugar en diferentes rankings. El vídeo se filmó en el delta del Tigre, en la provincia de Buenos Aires, y es una irónica mirada al estilo de las películas argentinas de los años 70. 
El tercer corte "Llame Ya" sale en noviembre del 2005 , su video, dirigido por el cineasta Gabriel Grieco obtiene amplia difusión llegando al primer puesto de los rankings televisivos, MTV ROCK y Much Music a fines de 2005, y en el verano 2006. 
Durante todo el 2005 y en el marco de la denominada Gira Superpoderosa se presentan por todo el país: en Peteco´s de Lomas de Zamora 12 veces con localidades agotadas, Tucumán por cuarta vez en el año, Mar del Plata 3 veces, Córdoba por 4 vez en el año, Tres Arroyos, Tandil, en Capital en el Teatro con entradas agotadas y en el Pepsi Music 2005, en La Plata dos veces con localidades agotadas, en Santa Fe con localidades agotadas, en San Nicolás 3 veces, Rosario dos veces, Santiago del Estero, Jujuy, en Elsielan de Quilmes 4 veces, Moreno, Chivilcoy, Escobar. 
También la gira los llevó hasta Montevideo, Uruguay, dos veces. En octubre se presentaron en el estadio Obras en el marco del Pepsi Music obteniendo una gran aceptación del público. Para fin de año tienen planeado una serie de recitales en la ciudad de Buenos Aires en lugares como Niceto y el Teatro, durante enero y febrero de 2006 su gira veraniega por la costa atlántica, diversas ciudades de todo el país y Uruguay, incluyendo el Gesell Rock 2006 y el Cosquín Rock 2006.

### Villanos hace Contacto (2006-2008)
Después de 2006, Villanos empieza a trabajar en su próximo disco de estudio. El resultado se tituló Contacto: un disco de 13 canciones que giraban en torno a los medios modernos de comunicación, la sobredosis de información, la falta de comunicación, amores, desamores, solos y solas... Producido por Mauricio Clavería y Andrés Sylleros (ex La Ley) y grabado en el estudio «El Santito» por Mario Breuer. 
El primer corte «Contacto» tuvo amplia difusión en todas las radios, figurando entre los más pasados y llegando a los primeros lugares en radio y TV. El videoclip correspondiente a Contacto fue un anticipo del futuro en cuanto a relaciones interpersonales: Villanos se enfrentaban a los medios modernos de comunicación, luchaban contra teléfonos celulares gigantes, hombres monitores, computadores asesinas y policías cibernéticos. El segundo vídeo fue Me he quedado solo, la versión de Juan Gabriel, el tercero fue Solos y solas: todos dirigidos por el cineasta Gabriel Grieco y guion de Niko Villano.

### Acusticosas: La vuelta a la independencia (2008-2018)
En el 2008 termina su vínculo con Warner Music y deciden emprender el proyecto de grabar su CD acústico en vivo. Así nació «Acusticosas». Íntegramente grabado en el teatro ND Ateneo, Villanos tomó la iniciativa de hacer el lanzamiento de su nuevo disco en forma independiente. 
Acusticosas fue un volver a las fuentes, al trabajo artesanal de autogestión, recorrió toda la biografía villana y dio testimonio de sus canciones en estado más puro, algunas realizadas con guitarras de doce cuerdas, mandolinas y violines; muchas canciones fueron recompuestas de cero y embellecidas con dichos instrumentos, otras como «Dios es argentino» o «De nadie mas» cambiaron totalmente respetando siempre el estilo canción que identificó a Villanos. Sin hacer su clásica gira por la costa atlántica, organizan un festival llamado Rock sin sol en el Marquee de Flores. 
Siguiendo con el proyecto del CD acústico en vivo grabado en el ND Ateneo el 4 de noviembre de 2007, arriban de vuelta a Buenos Aires y tocan en el Roxy Club. Van a lugares del conurbano bonaerense y pisan Uruguay, luego hacen los últimos recitales de la titulada gira Sigo De Largo 08 y anuncian en octubre, la presentación oficial y lanzamiento de Acusticosas, el CD para el 29 de noviembre en el ND Ateneo. Luego de la presentación oficial en el ND Ateneo lo presentan en Lomas de Zamora y Mar del Plata. También lanzan el primer videoclip del CD, el tema elegido es Sale Caro, donde se muestra a Villanos en el ND Ateneo y el aprecio de su tribu. 
Al comienzo de 2009, Villanos emprende una gira de dos meses por toda la costa atlántica en donde se presenta por diversos lugares como Mar del Plata, Villa Gesell, Pinamar, Santa Teresita, San Bernardo y Mar de Ajó con éxito en todos los lugares. 
Tras esta gira, Villanos siguió anunciando recitales en lugares como Asbury Rock (Flores),  Ramos Mejía, 565 (La Plata), El Galpón (Hurlingham), La Colorada (Caballito), Marylin (San Justo), Bar (Laferrere), S`pecie (Wilde), México Pub (Escobar), El Parador Pub (Brandsen), Maderock (Berazategui) Sociedad Española (San Miguel), Morena Disco (Resistencia) y en Sala 88 (Resistencia). En los últimos meses del 2009, Villanos brindó recitales en Underpunk Festival (Santiago de Chile, junto a Flema) y un show en Buenos Aires con Flema en el Teatro de Colegiales.
En 2009 sufren la baja de Rene y Mini. Con nueva formación siguen presentándose por todo el país y en el exterior, editando simples esporádicamente. 
En 2015 vuelven a presentarse luego de más de 5 años sin tocar en la ciudad de Buenos Aires en Asbury rock de Flores a lleno total. 
En febrero del 2016 tocan en el Cosquín Rock siendo una de las revelaciones por su show intenso.

### El Regreso: gira y nuevo álbum (2018 - 2020)
En 2018 Villanos vuelve a juntarse con su formación clásica: Niko Villano, Mini Villano y Rene Villano. Para conmemorar el lanzamiento del álbum que los consolidó a nivel nacional e internacional con canciones número uno como “Chau corazón”, "Sin mí" y "Llame ya!" se presentaron en The Roxy en el barrio de Palermo, el sábado 10 de noviembre de 2018 con localidades totalmente agotadas. 
Con esta formación clásica se presentaron en el Baradero Rock 2019 el sábado 2 de marzo de 2018 cerrando el escenario Urbano, obteniendo una gran repercusión en el público y siendo la revelación según los medios periodísticos presentes. 
En 2019 arrancaron una gira a nivel nacional. Actualmente están planeando su nuevo disco, el primero en 10 años, recluidos en el estudio de grabación, componiendo y testeando nuevo material. 
Algunas canciones como «Se va armar Rocanrol» ya se empiezan a corear en los shows. 
Villanos siempre propuso un cambio de un disco a otro, en una mutación constante, y hoy se encuentran ante un nuevo desafío de explorar y ampliar sus horizontes musicales. Y el 2020 los encuentra preparados para festejar con todo sus primeros 25 años. Villanos al poder!

## Discografía
| #  | Título del álbum   | Sello discográfico | Tipo de álbum | Año  |
| -- | ------------------ | ------------------ | ------------- | ---- |
| 1. | Sacate todo!       | Polygram Records   | Estudio       | 1999 |
| 2. | No disparen!       | Zulu Records       | Estudio       | 2000 |
| 3. | Villanos al poder! | Kabeza Records     | Estudio       | 2004 |
| 4. | Superpoderosos     | Warner Music       | Estudio       | 2004 |
| 5. | Contacto           | Warner Music       | Estudio       | 2007 |
| 6. | Acusticosas        | Kabeza Records     | En vivo       | 2008 |

## Videografía

### Videoclips
| Año  | Videoclip            | Álbum              |
| ---- | -------------------- | ------------------ |
| 1999 | «Sale Caro»          | Sacate Todo!       |
| 1999 | «No Tires Arroz»     | Sacate Todo!       |
| 2000 | «No Disparen!»       | No Disparen!       |
| 2004 | «Digo que si»        | Villanos al Poder! |
| 2004 | «Dios es argentino»  | Villanos al Poder! |
| 2004 | «Sin Mi»             | Superpoderosos     |
| 2005 | «Chau Corazón»       | Superpoderosos     |
| 2005 | «Llame Ya!»          | Superpoderosos     |
| 2007 | «Contacto»           | Contacto           |
| 2007 | «Me He Quedado Solo» | Contacto           |
| 2007 | «Solos y Solas»      | Contacto           |